# Jabouilleia
Jabouilleia is een geslacht van vogels uit de familie van de Pellorneidae. De wetenschappelijke naam van het geslacht is voor het eerst geldig gepubliceerd in 1927 door Jean Théodore Delacour. DNA-onderzoek aan de verwantschappen binnen de familie Pellorneidae leidde ertoe dat deze soorten werden overgebracht naar het geslacht Napothera.

## Soorten
De volgende soorten werden bij het geslacht ingedeeld:
- Annamkruiplijster ( Napothera danjoui synoniem: Jabouilleia danjoui)
- Naung-Mungkruiplijster (Napothera naungmungensis synoniem: Jabouilleia naungmungensis)